# Palla di neve

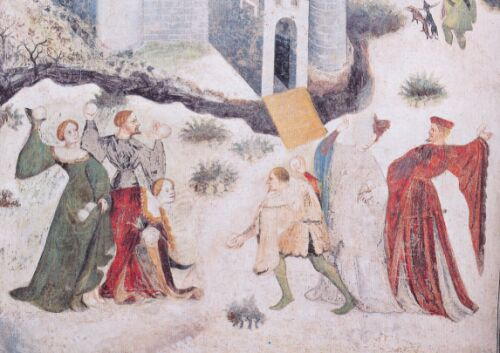
Una battaglia di palle di neve, dettaglio dagli affreschi di Venceslao Boemo per il Ciclo dei mesi di Torre Aquila (Trento), ca. 1400

Una palla di neve è un oggetto sferico fatto di neve, solitamente creato raccogliendo la neve fra le mani e compattandola con un movimento rotatorio per renderla dura. In genere, si compongono palle di neve a scopo di lanciarle verso qualcuno, come gioco. Le espressioni fare a palle di neve, battaglia di palle di neve e analoghe si riferiscono a quest'uso.